# Баскаки (Чувашия)
Баска́ки (чув. и тат. Баскак) — посёлок в Шемуршинском районе Чувашской Республики. Входит в состав Шемуршинского сельского поселения.

## География
Находится в лесной зоне на расстоянии примерно 13 км на запад по прямой от районного центра села Шемурша.

## История
Поселок основан в 1920 году как кордон Шемуршинского лесхоза. С 1931 года жители начали работать в леспромхозе, основная база которого располагалась в поселке Муллиная. В 1929 было учтено 3 двора и 15 жителей, в 1946 1012 чел. Рабочие жили в основном в бараках. В 1956 году леспромхоз был ликвидирован из-за исчерпанности запасов. Население стало быстро сокращаться. В 2010 году построена асфальтобетонная дорога из Шемурши.

## Население
Постоянное население  составляло 41 человек (татары 49%, чуваши 27%) в 2002 году, 45 в 2010 .